# Puente Shaw
El puente Shaw (Shaw Bridge en inglés), también conocido como Puente de arco tesado Whipple de doble vano (Double-Span Whipple Bowstring Truss Bridge), es una estructura histórica situada en Claverack, Nueva York, Estados Unidos. Originalmente daba continuidad al camino de Van Wyck Lane sobre el arroyo de Claverack, pero posteriormente se cerró a todo el tráfico, incluso al de peatones. Es "una estructura de gran importancia para la historia de la ingeniería y la tecnología del transporte estadounidenses". Diseñado específicamente por John D. Hutchinson, el puente emplea el diseño básico de Squire Whipple. Es el único puente de celosía de arco tesado Whipple de doble vano existente en los EE. UU.
El puente se incluyó en el Registro Nacional de Lugares Históricos en 1980. Desde entonces, como ya se ha señalado, su cubierta de madera se ha deteriorado hasta el punto de que no puede ser utilizado ni siquiera por peatones, y ha sido cerrado.

## Estructura

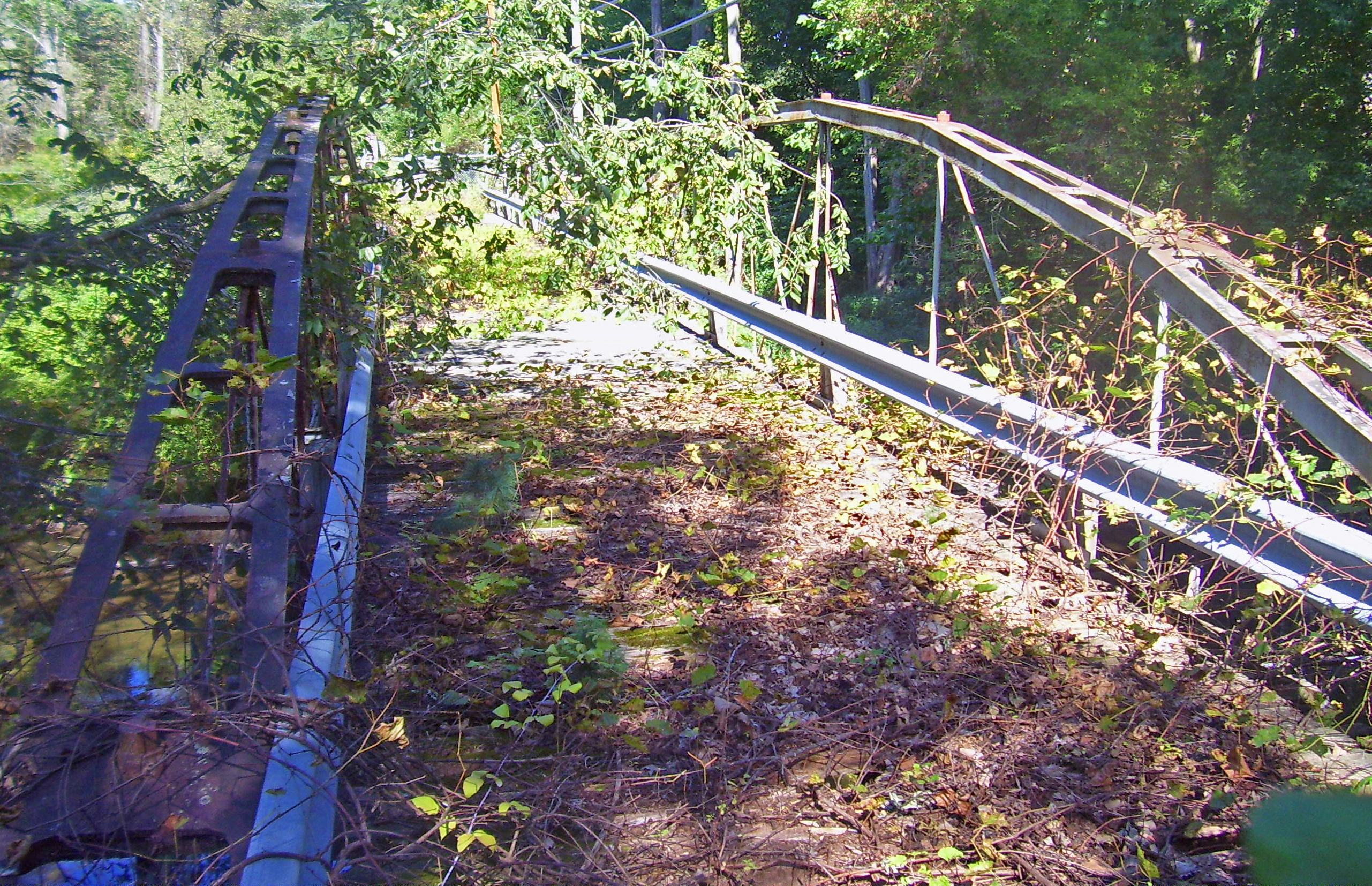
Vista desde el lado sur (2008)

El puente está ubicado en una zona residencial tranquila donde las casas, algunas que datan de principios del siglo XIX, como la cercana Jacob P. Mesick House, están construidas sobre grandes parcelas. Muchos árboles altos crecen en el área, dándole una sensación boscosa. El arroyo, un afluente del río Hudson por su lado oeste, es poco profundo pero ancho aquí. Se halla a 0,1 millas (160,9 m) al este de la carretera NY 23/9H, la ruta principal de norte a sur a través del área de Claverack.
Estructuralmente, el puente es un arco tesado con dos tramos separados pero idénticos colocados entre los dos estribos y un pilar central de bloques de caliza unidos con mortero. Su cordón inferior, de hierro forjado, se extiende entre los bloques de conexión de fundición de hierro. Mide 162 pies (49,4 m) de largo, 13 pies (4 m) de ancho y está situado 10,5 pies (3,2 m) sobre el nivel del agua. Los cordones superiores son arcos rebajados de nueve celdas de hierro con sus superficies de apoyo unidas en cada punto de los paneles. Llevan la leyenda "J. D. Hutchinson, Builder, Troy, N.Y., 1870".
Las vigas de suelo de hierro están suspendidas del cordón superior por varillas de hierro redondas verticales roscadas, similares a las que forman las cruces diagonales y los tirantes del alma de la armadura. Largueros de madera atornillados a las vigas de hierro forman el tablero, arriostrado con una serie de barras de hierro cruzadas. La plataforma en sí consta de tablones de madera colocados sobre los largueros y las riostras. Barreras de seguridad metálicas situadas a cada lado protegen las celosías.

## Historia
Es posible que el puente fuera construido con fondos estatales. En 1870, Van Wyck Lane era parte de la carretera de Albany Post y la ruta principal a través de Claverack. Los diseños de vigas de hierro de Whipple se habían adoptado como tipo de puente estándar en el canal de Erie; y el estado bien pudo haber decidido usarlos en las carreteras también. El padre del constructor John D. Hutchinson había construido 35 de los puentes del canal. Tomó su nombre de William Shaw, propietario de una propiedad cercana.
En 1931 se construyeron las actuales rutas 23 y 9H, desviando el tráfico del puente. Permaneció en uso, con un límite de carga de 4 toneladas (2+2 toneladas, permitiendo el cruce en ambos sentidos) al menos hasta 1988. Desde entonces ha estado cerrado al tráfico debido a su cubierta deteriorada. Vallas de tela metálica bloquean los accesos, y las ramas de los árboles han caído sobre el puente.
A partir de 2011, una nueva administración en la ciudad reconoció la importancia histórica del puente. Se eliminó la vegetación que invadía el puente y la ciudad estaba buscando fondos para poder restaurarlo y que se volviera a abrir para uso peatonal. Sin embargo, en 2012 no se había podido obtener la financiación necesaria, y la posibilidad de salvar el puente pendía literalmente de un hilo.